# Stenostomum anatirostrum
Stenostomum anatirostrum är en plattmaskart. Stenostomum anatirostrum ingår i släktet Stenostomum och familjen Stenostomidae. Inga underarter finns listade i Catalogue of Life.